# NGC 1365
NGC 1365 (другие обозначения — ESO 358-17, MCG −6-8-26, VV 825, FCC 121, IRAS03317-3618, PGC 13179) — спиральная галактика с перемычкой в созвездии Печь. В ядре галактики находится сверхмассивная чёрная дыра. Благодаря затмению учёным удалось вычислить её размер.
Этот объект входит в число перечисленных в оригинальной редакции «Нового общего каталога».
Галактика входит в Скопление Печи.
В 2009 году астрономы обнаружили избыток рентгеновского излучения у чёрной дыры в центре галактики. Исследования показали, что в диапазоне энергий выше 2 килоэлектронвольт количество фотонов, как минимум, на два порядка выше расчетного.
В 2013 году астрономы определили массу и угловую скорость чёрной дыры в центре галактики.
В галактике вспыхнула сверхновая SN 2001du типа IIP, её пиковая видимая звездная величина составила 14,0.
В галактике вспыхнула сверхновая SN 2012fr типа Ia, её пиковая видимая звездная величина составила 15,6.
В галактике вспыхнула сверхновая SN 1983V типа II, её пиковая видимая звездная величина составила 13,5.
Галактика NGC 1365 входит в состав группы галактик NGC 1316. Помимо NGC 1365 в группу также входят ещё 22 галактики.